# Ill Niño
Ill Niño [иль ниньо] — американская ню-метал-группа латиноамериканского происхождения, основанная в 1998 году в Нью-Джерси. Коллектив исполняет ню-метал с примесью латиноамериканского фольклора, начиная с третьего студийного альбома в песнях группы появились элементы металкора. Группа выпустила семь студийных альбомов с общим числом продаж более миллиона копий.

## История
Группа была основана ударником Дэйвом Чаварри в Нью-Джерси в 1998 году, изначально под названием El Niño. Первым составом группы стали Дэйв Чаварри (ударные), Ласаро Пина (бас-гитара), Ярдель Пайсанте (гитара) и Хорхе Росадо (вокал). В 1999 Ill Nino выпустили 4 демо-песни с Хорхе Росадо (ранее Merauder) на вокале и Кристиан Мачадо играл на басу. Уже в следующем году, Росадо и группа рассталась и Ill Nino начали искать нового вокалиста, но в итоге решили, что лучшим решением был Мачадо и также добавление друга детства Ласаро Пина на басу. Группа привлекла внимание Roadrunner Records и в 2001 выпустила дебютный альбом Revolution Revolución. Перед выходом альбома музыканты были вынуждены слегка изменить название группы, так как «Эль Ниньо» было уже занято. Группа проехала с туром по США и приняла участие в фестивале Оззи Осборна Ozzfest 2002.
В 2003 году Ill Niño выпустили второй альбом, Confession. Как и первый, он представлял собой альтернативный метал с вкраплениями музыки латино. Альбом попал в сотню самых продаваемых за год по данным рейтинга Billboard, всего было продано 110,000 копий за пять первых месяцев. Песня «How Can I Live» вошла в саундтрек фильма «Фредди против Джейсона» и была выпущена отдельным синглом. Тур в поддержку альбома был выпущен на DVD Live From the Eye of the Storm
Третий альбом, One Nation Underground, вышел в 2005 году. Его продажи были значительно менее успешными. Ill Niño заявили об уходе с Roadrunner Records, который, по их мнению, не уделял достаточного внимания их продвижению. Группа перешла на Cement Shoes Records. Однако Roadrunner в 2006 году ещё доиздал сборник хитов the Best of Ill Niño. В том же 2006 году группа выпустила мини-альбом the Under Cover Sessions с кавер-версиями песен Nirvana, Faith No More и Питера Гэбриела.
Четвёртый альбом Ill Niño был записан уже в 2007 году, но официально вышел только в марте 2008 года. За первую неделю было продано 5000 копий альбома, в результате чего он попал на 145 место в чарте Billboard. В поддержку альбома Ill Niño побывали с концертами в Европе, в Северной и Южной Америке. В январе 2009 года группа рассталась с Cement Shoes Records. Во время перерыва в деятельности группы большая часть музыкантов занялась продюсированием и звукозаписью в своих компаниях: Дэйв Чаварри в C.I.A. Management, Кристиан Мачадо и Ласаро Пина в Sound Wars Studios, Ару Ластер в Illustrious Productions. В отличие от коллег Диего Вердуско был занят в своём тату-салоне Artifact Tattoo.
В марте 2010 года Ill Niño подписали контракт с Victory Records. В октябре 2010 года вышел альбом Dead New World. В ноябре 2010 года был выпущен клип на песню Against The Wall. В январе-феврале 2011 года группа отправляется в тур по США, а в марте — в Австралию.
В феврале 2012 года группа начала запись шестого альбома. Альбом получил название Epidemia. 27 сентября 2012 года вышел сингл The Depression.
30 сентября 2012 года прошли съёмки клипа на песню La Epidemia, записанную совместно с вокалистом группы Emmure Фрэнки Палмери. Клип вышел 26 октября того же года. В сентябре-октябре 2012 года группа находилась в турне по США в поддержку нового альбома с группами Static-X и Emmure. Альбом Epidemia вышел 22 октября 2012 на Victory Records. На территории Европы альбом выпущен AFM Records 26 октября 2012 года. В декабре 2012 года группа выступила в Южной Америке и США. В марте-апреле 2013 прошла европейская часть турне. Осенью 2013 года Ill Niño выпустили клип на песню «Forgive Me Father» и в то же время из группы ушёл перкуссионист Даниэль Коуто, его место занял Оскар Сантьяго, до этого игравший в группах Puya и Ankla.
Седьмой альбом получивший название «Till Death, La Familia» вышел 22 июля 2014 года.
В 2019 году группа рассталась с четырьмя участниками: Кристианом Мачадо, Ару Ластером, Диего Вердуско и Оскаром Сантьяго. Новым вокалистом группы стал бывший вокалист группы Shattered Sun Маркос Леаль, новыми гитаристами стали бывший гитарист Sons of Texas Джес ДеОйос и бывший гитарист Upon a Burning Body Сэл Домингес, в то же время в группу вернулся перкуссионист Даниэль Коуто. В новом составе группа выпустила сингл Sangre.
6 октября 2021 года Риццо сообщил, что он присоединился к Ill Niño в качестве их постоянного ведущего гитариста.

## Музыкальный стиль
Группа играет преимущественно в стиле nu-metal. Известна своим совмещением латиноамериканских звучаний и традиционных рифов метала.

## Состав

### Текущий состав
- Дэйв Чаварри (Dave Chavarri) — ударные (с 1998 года)
- Ласаро Пина (Lazaro Pina) — бас-гитара (с 2000 года)
- Даниэль Коуто (Daniel Couto) — перкуссия (2003—2013, с 2019 года)
- Маркос Леаль (Marcos Leal) — вокал (с 2019 года)
- Марк Риццо (Marc Rizzo) — соло-гитара (1998—2003, с 2021 года)
- Сэл Домингес (Sal Dominguez) — ритм-гитара (с 2019 года)

### Бывшие музыканты
- Хорхе Росадо (Jorge Rosado) — вокал (1998—2000)
- Роджер Васкес (Roger Vasquez) — перкуссия (2000—2003)
- Хардель Мартинс Пайсанте (Jardel Martins Paisante) — ритм-гитара (1999—2006)
- Даниэль Гомес (Daniel Gomez) — ритм-гитара (1998—1999)
- Кристиан Мачадо (Cristian Machado) — вокал (2000—2019), бас-гитара (1998—2000)
- Ару Ластер (Ahrue Luster) — соло-гитара (ранее в Machine Head) (2003—2019)
- Диего Вердуско (Diego Verduzco) — ритм-гитара (2006—2019)
- Оскар Сантьяго (Oscar Santiago) — перкуссия (2013—2019)
- Джес ДеОйос (Jes DeHoyos) — соло-гитара (2019-2021)

## Дискография

### Студийные Альбомы
| 2001                     | Revolution Revolución - Выпущен: 18 сентября 2001 - Лейбл: Roadrunner Records - Формат: CD, digital download  | —   | —  | —  | —  | —   | —  | —   | —  | 129 |
| 2003                     | Confession - Выпущен: 30 сентября 2003 - Лейбл: Roadrunner Records - Формат: CD, digital download             | 37  | —  | —  | —  | 90  | 67 | 229 | 95 | 118 |
| 2005                     | One Nation Underground - Выпущен: 27 сентября 2005 - Лейбл: Roadrunner Records - Формат: CD, digital download | 101 | —  | —  | —  | 119 | 88 | 137 | —  | —   |
| 2008                     | Enigma - Выпущен: 11 марта 2008 - Лейбл: Cement Shoes Records - Формат: CD, digital download                  | 145 | 21 | 19 | —  | —   | 67 | 202 | —  | —   |
| 2010                     | Dead New World - Выпущен: 25 октября 2010 - Лейбл: Victory Records - Формат: CD, digital download             | 164 | 13 | 22 | 46 | —   | —  | —   | —  | —   |
| 2012                     | Epidemia - Выпущен: 22 октября 2012 - Лейбл: Victory Records - Формат: CD, digital download                   | —   | 20 | —  | —  | —   | —  | —   | —  | —   |
| 2014                     | Till Death, La Familia - Выпущен: 22 июля 2014 - Лейбл: Victory Records - Формат: CD, digital download        | 143 | 18 | 32 | 49 | —   | —  | —   | —  | —   |
| «—» отсутствует в чарте. | |     |    |    |    |     |    |     |    |     |

### Сборники
| Год  | Альбом                                                                                              |
| ---- | --------------------------------------------------------------------------------------------------- |
| 2006 | The Best of Ill Niño - Выпущен: 12 сентября 2006 - Лейбл: Roadrunner - Формат: CD, digital download |

### Видео-альбомы
| Год  | Альбом                                                                                     |
| ---- | ------------------------------------------------------------------------------------------ |
| 2004 | Live from the Eye of the Storm - Выпущен: 23 ноября 2004 - Лейбл: Roadrunner - Формат: DVD |

### Мини-альбомы
| Год  | Альбом                                                                                                 |
| ---- | --- |
| 1999 | El Niño - Выпущен: 1999 - Лейбл: C.I.A. - Формат: CD                                                   |
| 2000 | Ill Niño EP - Выпущен: январь 2000 - Лейбл: C.I.A. - Формат: CD                                        |
| 2006 | The Under Cover Sessions - Выпущен: 7 ноября 2006 - Лейбл: Cement Shoes - Формат: CD, digital download |

### Синглы
| 2001                     | «God Save Us»                                    | —  | —   | Revolution Revolución    |
| 2001                     | «What Comes Around»                              | 28 | 81  | Revolution Revolución    |
| 2001                     | «Unreal»                                         | —  | 126 | Revolution Revolución    |
| 2003                     | «How Can I Live»                                 | 26 | —   | Confession               |
| 2004                     | «This Time’s for Real»                           | 36 | —   | Confession               |
| 2005                     | «Cleansing»                                      | —  | —   | Confession               |
| 2005                     | «What You Deserve»                               | 33 | —   | One Nation Underground   |
| 2006                     | «This Is War»                                    | —  | —   | One Nation Underground   |
| 2006                     | «Arrastra»                                       | —  | —   | The Under Cover Sessions |
| 2007                     | «The Alibi of Tyrants»                           | —  | —   | Enigma                   |
| 2008                     | «Me Gusta la Soledad»                            | —  | —   | Enigma                   |
| 2010                     | «Against the Wall»                               | —  | —   | Dead New World           |
| 2010                     | «Bleed Like You»                                 | —  | —   | Dead New World           |
| 2012                     | «The Depression»                                 | —  | —   | Epidemia                 |
| 2012                     | «La Epidemia»                                    | —  | —   | Epidemia                 |
| 2019                     | «Sangre»                                         | —  | —   | —                        |
| 2020                     | «Máscara»                                        | —  | —   | —                        |
| 2021                     | «All or Nothing (feat. Sonny Sandoval & P.O.D.)» | —  | —   | —                        |
| 2021                     | «Si una Vez (El Rockero)»                        | —  | —   | —                        |
| «—» отсутствует в чарте. |                                                  |    |     |                          |

### Видеоклипы
| Год  | Песня                                  | Режиссёр       |
| ---- | -------------------------------------- | -------------- |
| 2001 | God Save Us                            |                |
| 2001 | What Comes Around                      |                |
| 2001 | Unreal                                 |                |
| 2003 | How Can I Live                         | Мартин Вейс    |
| 2004 | This Time’s for Real                   | Зак Мерк       |
| 2005 | What You Deserve                       | Дэйл Рестегини |
| 2006 | This Is War                            | Дэйл Рестегини |
| 2007 | The Alibi of Tyrants                   |                |
| 2010 | Against the Wall                       | Скотт Хансен   |
| 2010 | Bleed Like You                         | Скотт Хансен   |
| 2012 | La Epidemia                            |                |
| 2013 | Forgive Me Father                      |                |
| 2014 | Live Like There’s No Tomorrow          |                |
| 2014 | I’m Not the Enemy                      |                |
| 2017 | Revolution Revolución Live Music Video |                |

### Саундтрэки
| Год  | Песня                | Саундтрек                                    |
| ---- | -------------------- | -------------------------------------------- |
| 2002 | What Comes Around    | Обитель зла                                  |
| 2003 | How Can I Live       | Фредди против Джейсона                       |
| 2005 | When It Cuts         | Infected                                     |
| 2005 | Two (Vaya Con Dios)  | Хрупкость                                    |
| 2005 | I’ll Find a Way      | Пещера                                       |
| 2006 | All I Ask For        | Tom Clancy's Ghost Recon Advanced Warfighter |
| 2006 | Everything Beautiful | Tom Clancy's Ghost Recon Advanced Warfighter |
| 2006 | Have You Ever Felt?  | Tom Clancy's Ghost Recon Advanced Warfighter |
| 2006 | Liar                 | Tom Clancy's Ghost Recon Advanced Warfighter |